# Івановське (Дивеєвський район)
Івановське (рос. Ивановское) — село в Дивеєвському районі Нижньогородської області Російської Федерації.
Населення становить 509 осіб. Входить до складу муніципального утворення Івановська сільрада.

## Історія
Від 2009 року входить до складу муніципального утворення Івановська сільрада.

## Населення
| 2002 | 2010 |
| ---- | ---- |
| 553  | ↘509 |